# Olympiades (quartier parisien)
« Les Olympiades » redirige ici.  Pour le film de Jacques Audiard, voir Les Olympiades (film). Pour les autres significations, voir Olympiades.
Les Olympiades (1969-1977) sont l'opération immobilière la plus emblématique des théories urbanistiques appliquées à la rénovation urbaine du secteur Italie 13 à Paris. Conçu par l'architecte en chef Michel Holley assisté par André Martinat, cette « ville dans la ville » comprend six tours de logement privé (Sapporo, Mexico, Athènes, Helsinki, Cortina et Tokyo), deux tours de logement ILN (Londres et Anvers), trois immeubles HLM en forme de barres (Rome, Grenoble et Squaw Valley), ainsi que des commerces (galerie Mercure et centre commercial Oslo) et des bureaux (Olympie, Oslo). S'y trouvent également des équipements publics, à savoir le Stadium, l'école maternelle Les Olympiades et la crèche collective municipale du Javelot.

## Situation et accès
L'îlot est bordé par les rues Baudricourt et de Tolbiac au nord, la rue Nationale à l'est, la rue Regnault au sud et l'avenue d'Ivry à l'ouest. La dalle des Olympiades, construction autonome sur plusieurs niveaux dans laquelle on trouve des réseaux ainsi que des parcs de stationnement, est accessible aux piétons par plusieurs accès: l'un au nord-ouest à l'angle des rues Baudricourt et de Tolbiac, l'un au nord sur la rue de Tolbiac juste en face de l'Université du même nom, un autre sur la rue Nationale, un accès depuis la rue Regnault et enfin un dernier depuis l'avenue d'Ivry. L'accès des véhicules se fait par deux rues souterraines, la rue du Disque et la rue du Javelot.
Une station de la ligne 14 du métro, Olympiades, l'arrêt Porte d'Ivry du tramway francilien ainsi qu'un ensemble de lignes de bus lient le quartier au réseau de transports communs régional.

## Historique

### Naissance et évolution
Dans les années 1950 l'architecte Raymond Lopez réalise une enquête sur les îlots susceptibles d'être rénovés dans la capitale. Ce travail s'inscrit dans un travail collectif qui donne lieu à un ensemble de décrets le 31 décembre 1958 visant à organiser la rénovation urbaine du pays. Il participe également à la promulgation du Plan d'urbanisme directeur de Paris en 1967 en sachant que le plan était en réalité effectif depuis 1961.
Michel Holley, collaborateur de longue date de Raymond Lopez, avec qui il travaille sur le quartier du Front de Seine dans le 15e arrondissement de Paris, constitue l'atelier de rénovation urbaine de la Soteru dont il est architecte en chef aux côtés d'Albert Ascher urbaniste en chef.
Il travaille alors avec la SNCF, propriétaire des terrains de la gare de marchandises des Gobelins (1903), raccordée à la petite ceinture ferroviaire de Paris. En échange de la livraison d'une nouvelle gare enterrée sur deux niveaux, la SNCF a cédé les droits à construire en sursol et en périphérie à l'Office public HLM de Paris et à la Société de Nationale de Construction (SNC). Rachetée par la banque Rothschild, cette entreprise de gros œuvre a ensuite revendu l'ensemble des droits à construire correspondant au volet privé de l'opération à la SAGO (Société d'aménagement de l'îlot Gobelins Nord), entité juridique dédiée à l'opération et contrôlée par la banque Rothschild. Seul le niveau supérieur de la nouvelle gare était desservi par le rail, celui inférieur faisant office d'entrepôt.
Le permis de construire des Olympiades (îlot Gobelins Nord) est déposé en juillet 1967, définitivement approuvé en juillet 1969, donnant lieu à la délivrance du permis de construire de cet îlot ainsi que celui d'Italie-Vandrezanne (Galaxie). Les premiers terrassements commencent en 1970 et la livraison des trois premières tours (Sapporo, Mexico, Athènes) a lieu en 1972. Les tours Helsinki, Cortina et Tokyo seront livrées en 1976.
En mars 1975, à la suite de la mort de Georges Pompidou et l'arrivée au pouvoir de Valéry Giscard d'Estaing, le plan d'urbanisme du secteur Italie est remis en cause et occasionne l'annulation du permis de construire de la tour Apogée. En réalité Olivier Guichard, ministre de l'Équipement et du Logement avait rédigé une circulaire le 21 mars 1973 qui allait sonner la fin de la réalisation de grands ensembles en France et les formes urbaines qui y sont généralement associées. Dans ce contexte qui donnera lieu à la loi Barre de 1977 qui va marquer un désengagement de l'État de la construction de logement social avec le passage de l'aide à la pierre à l'aide à la personne, l'urbanisme de dalle des Olympiades n'est plus d'actualité.
Cédée par la SNCF à RFF en 2005, la gare, dont l'activité ferroviaire a cessé en 1992, a été reconvertie en plateforme logistique du commerce asiatique. Aux deux niveaux de sous-sol de la gare, se superpose un niveau de voirie souterraine (rues du Disque et du Javelot) livrant accès aux différents immeubles et aux parkings.

### La métaphore Olympique
Tous les immeubles portent le nom d'anciennes villes hôtes des Jeux olympiques d'hiver ou d'été, idée de la société de promotion SGII, qui profita de l'organisation la même année des Jeux olympiques d'hiver par la ville de Grenoble.
Dans le même esprit, les rues souterraines portent les noms de disciplines athlétiques, comme la rue du Disque et la rue du Javelot.
Le stadium, un complexe omnisports devant permettre la pratique d'une vingtaine de disciplines, a en effet tenu lieu d'argument marketing choc lors de la vente des appartements des tours de logement privé, comme en témoignent les plaquettes publicitaires. Mais le complexe, composé d'une piscine et patinoire fut rapidement fermé et resta longuement abandonné en tout ou partie, au grand dam des habitants. Cette zone du « Stadium » fut ensuite occupée par différents équipements : un bowling, une salle de squash, une synagogue et une salle de sport privée. Restructurée et réhabilitée, cette zone accueille de nos jours un gymnase municipal polyvalent.
- Olympie ( Grèce), ville-hôte des Jeux olympiques antiques
- Athènes ( Grèce) en 1896
- Londres ( Royaume-Uni) en 1908 et 1948 (été)
- Anvers ( Belgique) en 1920
- Immeuble non construit : Los Angeles ( États-Unis) en 1932 (été)
- Helsinki ( Finlande en 1952 (été)
- Oslo ( Norvège) en 1952 (hiver)
- Immeuble non construit : Melbourne ( Australie) en 1956 (été)
- Cortina d'Ampezzo ( Italie) en 1956 (hiver)
- Rome ( Italie) en 1960 (été)
- Squaw Valley ( États-Unis) en 1960 (hiver)
- Tokyo ( Japon) en 1964 (été)
- Mexico ( Mexique) en 1968 (été)
- Grenoble ( France) en 1968 (hiver)
- Sapporo ( Japon) en 1972 (hiver)
- Montréal ( Canada) en 1976 (été)

### Immeubles non construits
Le plan originel comprenait deux tours de copropriété qui n'ont jamais vu le jour, à savoir Melbourne (trame 4x4) et Los Angeles (trame 4x8), et qui devaient prendre place le long de la rue Nationale.

## Architecture

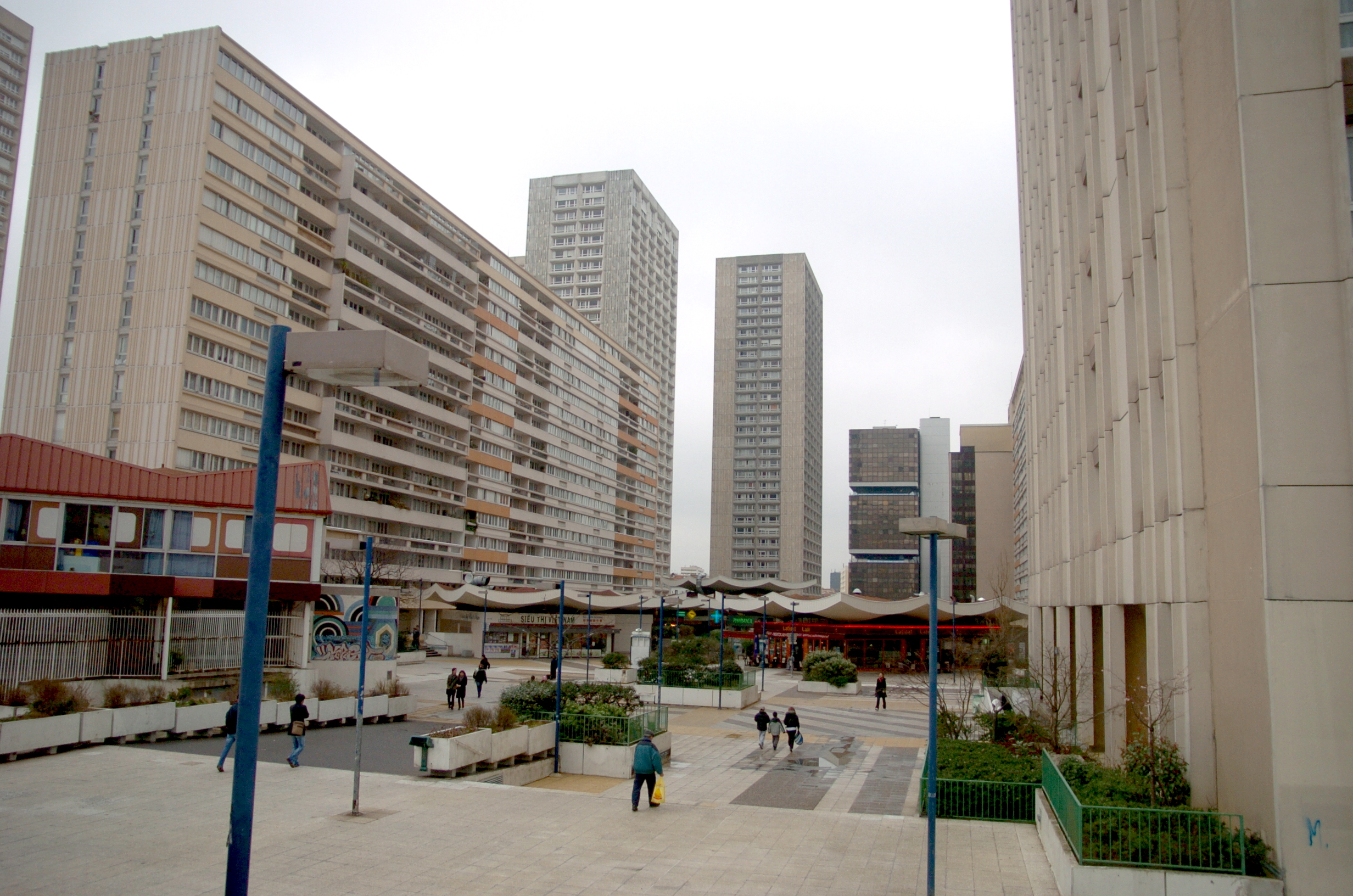
Le quartier Olympiades, en 2008.

L'ensemble immobilier est issu des nombreuses recherches de Michel Holley avec Raymond Lopez visant à réaliser des rénovations urbaines de grande ampleur, en s'appuyant sur la théorie de l'urbanigramme qui met en relation les volumes, les hauteurs et les surfaces et développe un gabarit.
« L'urbanigramme est un système, un outil théorique, une image caractéristique. Il permet l'analyse d'un choix et de ses conséquences ».

### Architecture modulaire

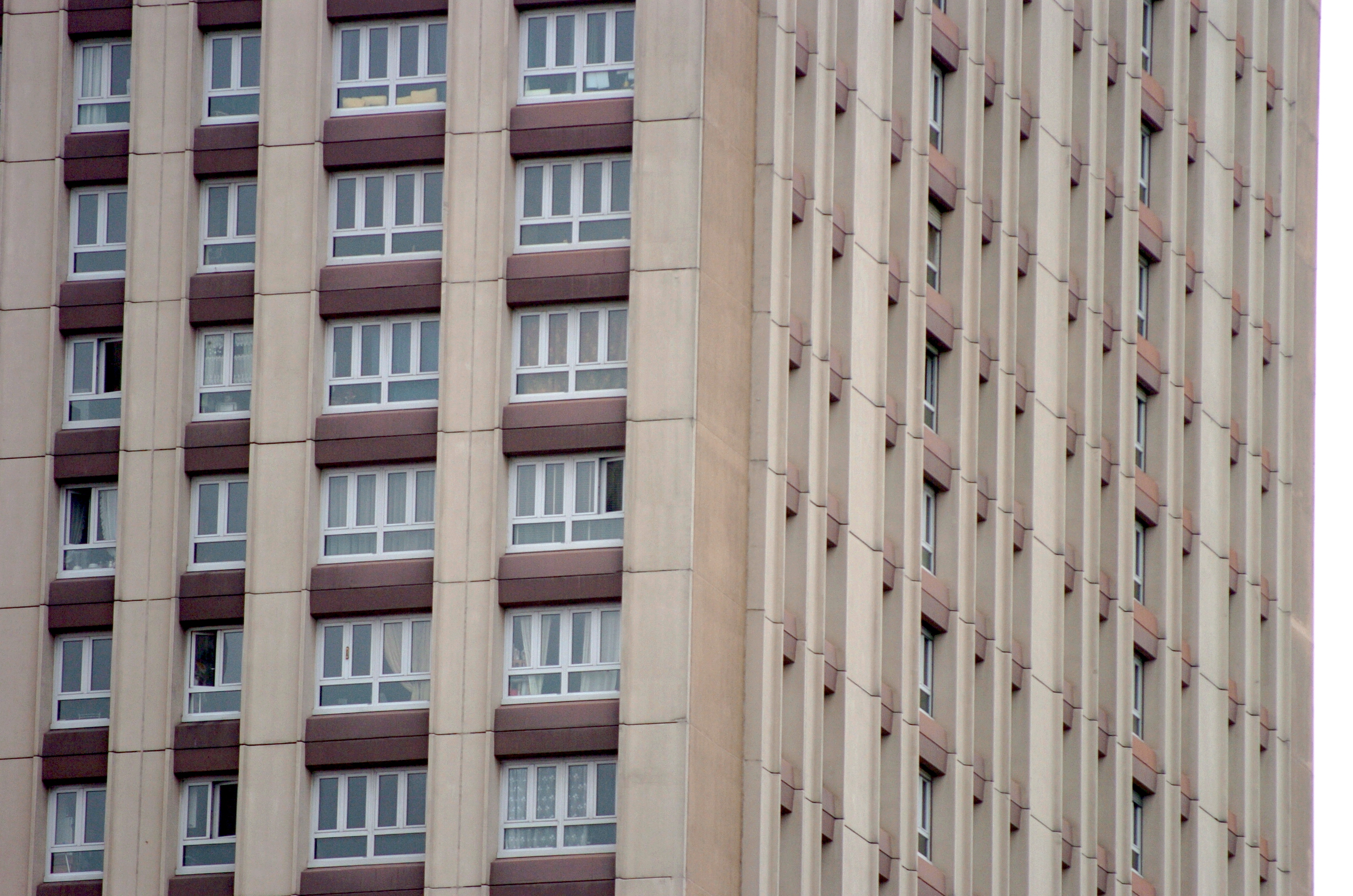
Une tour du quartier Olympiades, en 2008.

En réalité toutes les tours sont issues d'un module unique de dimensions 600 x 600 cm qui assemblés 4 par 4 donnent les tours Athènes et Cortina, 4 par 6 les tours Mexico et Sapporo et 4 par 8 les tours Helsinki et Tokyo.
Ce module unique se retrouve en façade par la mise en œuvre de panneaux préfabriqués de béton armé sablé à la modénature particulière issue de la figure géométrique du paraboloïde hyperbolique, dont la composition comprend du silex, du granit ou du basalte.

Les bâtiments dédiés au logement social, même si leur modénature diffère de celle des copropriétés, ont été conçus avec la même rigueur géométrique que l'on retrouve dans la répétitivité des façades et se distinguent par une trame davantage verticale.

### Le centre commercial Mercure et ses «pagodes»

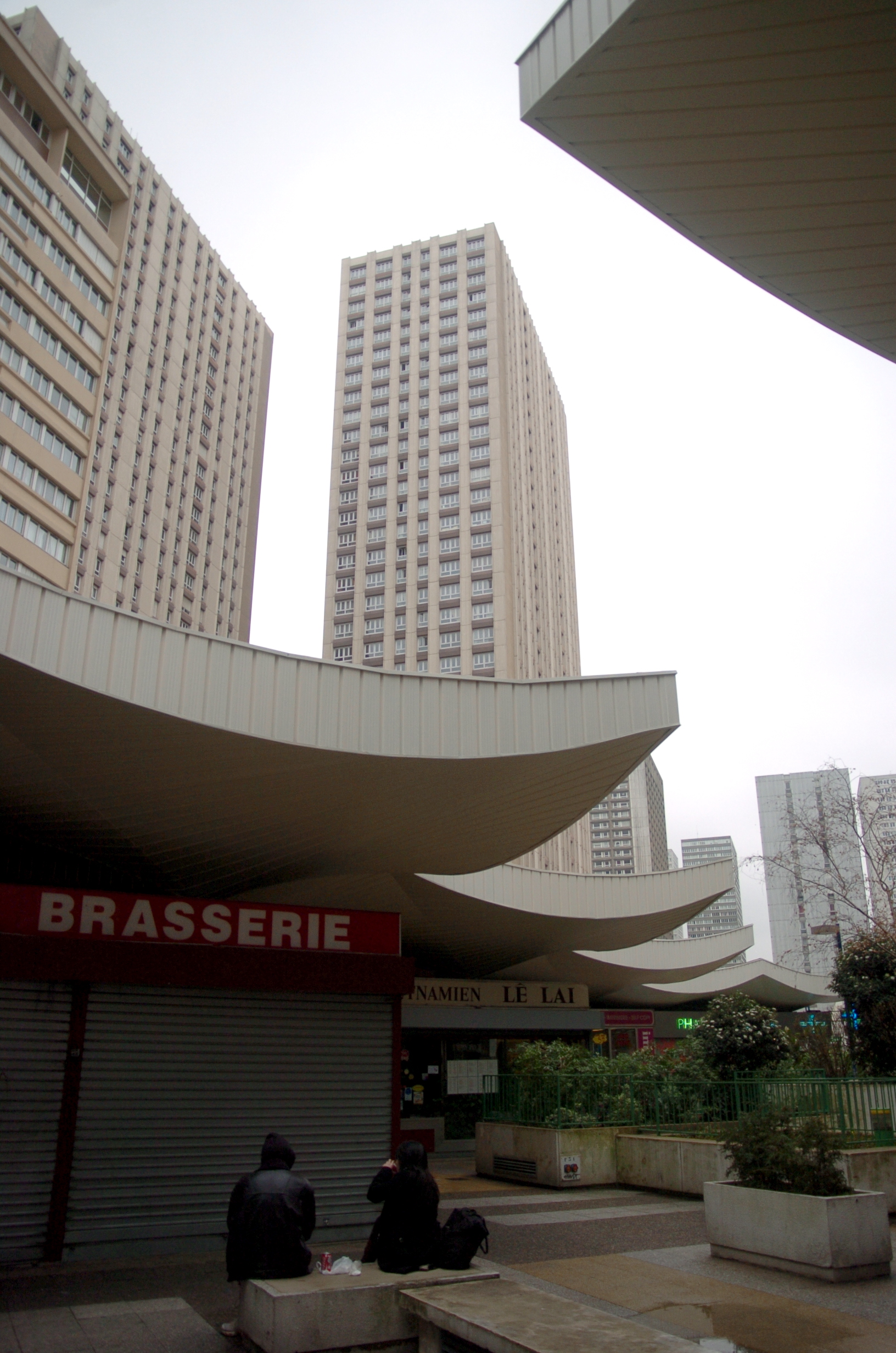
Les « pagodes » du quartier Olympiades, en 2008.

La forme des toitures des commerces qui est souvent associée à la population asiatique de l'arrondissement a en réalité une tout autre origine :

« Curieusement, et sans prémonition de ma part, les toitures de la galerie marchande, dont je souhaitais qu'elles rappellent les toiles provisoires des marchés hebdomadaires parisiens (construites en paraboloïde hyperbolique métallique), semblaient évoquer des pagodes... Cela nous apparut comme une identification folklorique, confortée par l'installation de restaurants et de boutiques typiques. »

## Mixité sociale
L'originalité des Olympiades réside également dans une mixité sociale, inhérente au montage financier de l'opération. Appartements en accession libre ou aidée, appartements en location privée, logements sociaux de type HLM ou ILN, ateliers d'artistes en duplex... La diversité de l'offre résidentielle a engendré cette mixité, rare dans des ensembles de taille comparable. Contrairement aux idées reçues, le poids démographique de la population d'origine asiatique est bien moindre que celui économique.[réf. souhaitée]
Les logements sociaux sont tous gérés par le bailleur social parisien Paris Habitat.

### Répartition des logements
Les tours et barres des Olympiades sont constituées d'environ 3400 logements à la fois privés et sociaux avec la répartition suivante:
| Tour     | Architecte(s) d'opération | Année de construction | Etages | Logements |
| -------- | ------------------------- | --------------------- | ------ | --------- |
| Mexico   | Michel Proux              | 1970-1972             | 32     | 250       |
| Sapporo  | Michel Proux              | 1970-1972             | 32     | 251       |
| Athènes  | Michel Proux              | 1970-1972             | 32     | 271       |
| Cortina  | Jean Chaillet             | 1973-1976             | 35     | 408       |
| Helsinki | Jean Chaillet             | 1974-1976             | 35     | 385       |
| Tokyo    | J. Brandon et B. Béhar    | 1972-1976             | 31     | 320       |

| Immeuble           | Architecte(s) d'opération | Année de construction | Etages | Logements |
| ------------------ | ------------------------- | --------------------- | ------ | --------- |
| Rome (HLM)         | Maurice Cammas            | 1971-1972             | 16     | 308       |
| Squaw Valley (HLM) | Maurice Cammas            | 1971-1973             | 16     | 280       |
| Tours Anvers (ILN) | Maurice Cammas            | 1971-1975             | 34     | 265       |
| Grenoble (HLM)     | Maurice Cammas            | 1971-1976             | 19     | 360       |
| Tour Londres (ILN) | Maurice Cammas            | 1971-1976             | 33     | 321       |

## Avenir de la dalle
L'excellente desserte de la dalle des Olympiades par les transports en commun (ligne 14 du métro au nord et tramway des Maréchaux au sud) dope son attractivité résidentielle. La dalle tire désormais parti de liens resserrés avec le nouveau quartier latin de Paris Rive Gauche. Quarante ans après sa mise en service, son vieillissement nécessitera cependant, comme au Front de Seine, d'importants travaux de réfection. Bien que très fréquentée et assumant de fait une fonction d'espace public, la dalle des Olympiades demeure un espace de droit privé, contrairement aux dalles publiques du Front de Seine et de la Défense. Son statut de « voie privée ouverte à la circulation publique » ouvre néanmoins droit à Paris au versement annuel d'une subvention municipale, diminuant d'autant les coûts d'entretien.
La question de l'avenir du quartier est un problème ancien : il est en pratique resté inachevé, les deux tours prévues au sud-est, le long de la rue Nationale, ayant été abandonnées. Elle se joue à l'échelle du Grand Paris, étant donné sa valeur de centralité et son fort potentiel d'attractivité. Mais il dépend en partie de l'évolution du statut juridique de la dalle.
La gare des Gobelins fait l'objet de l'attention de la ville de Paris, qui en a fait l'un des sites de Réinventer Paris II.
L'Association syndicale libre des Olympiades a fait réaliser en 2017 une étude urbaine et programmatique et accompagne les évolutions futures du quartier.

## Dans la culture
La fortune cinématographique des Olympiades doit beaucoup à l'originalité de l'architecture et à l'insertion de ce grand ensemble dans le quartier asiatique du triangle de Choisy.
Elles sont par ailleurs l'un des décors du roman de Michel Houellebecq (qui y a habité) La Carte et le Territoire:

« La vue s'étendait plus loin jusqu'à ces forteresses quadrangulaires construites dans le milieu des années 1970, en opposition absolue avec l'ensemble du paysage esthétique parisien, et qui étaient ce que je préférais à Paris, de très loin sur le plan architectural. »

### Cinéma
- L'Héritier, film de Philippe Labro avec Jean-Paul Belmondo qui rend visite à un journaliste dans ce quartier alors en construction, 1973.
- Trois tours et puis s'en vont, documentaire d'André Voisin et Jacotte Chollet, intégralement tourné aux Olympiades et produit par TF1, 1977.
- La Boum, film de Claude Pinoteau où Vic (Sophie Marceau) et ses amis se retrouvent dans un restaurant McDonald's situé sur la dalle des Olympiades, 1980.
- Viens chez moi, j'habite chez une copine, film de Patrice Leconte où Françoise, l'amie de Daniel (Bernard Giraudeau) travaille dans le restaurant McDonald's de la dalle, 1981.
- Mon curé chez les Thaïlandaises, film de Robert Thomas, tourné en partie aux Olympiades, bien que l'intrigue soit supposée se dérouler en Thaïlande, 1983.
- Charlots Connection, film de Jean Couturier avec Les Charlots sorti en 1984 ; Les Charlots se rendent dans un restaurant asiatique situé sur la dalle des Olympiades.
- Réveillon chez Bob, de Denys Granier-Deferre,1984.
- Les Anges gardiens, film avec Christian Clavier et Gérard Depardieu, 1995.
- Augustin, roi du kung-fu, film d'Anne Fontaine dont l'action se déroule principalement aux Olympiades, 1999.
- Athènes-Helsinki, court métrage de Stéphane Allagnon a été entièrement tourné aux Olympiades, 2002.
- Du jour au lendemain, film de Philippe Le Guay avec Benoît Poelvoorde (appartement du personnage principal), 2006.
- Paris, je t'aime, court métrage de Christopher Doyle, sur le 13e arrondissement, tourné aux Olympiades, 2006.
- Le Tueur, film de Cédric Anger, la majeure partie du film est tournée dans le 13e arrondissement de Paris, 2007.
- Stella, film de Sylvie Verheyde tourné aux Olympiades, 2008.
- Monsieur Papa, film de Kad Merad (2011), Robert Pique (Kad Merad) y habite, 2011.
- Holy Motors, film de Leos Carax, une scène de meurtre tournée dans la gare des Olympiades en sous-sol, 2012.
- Tirez la langue, mademoiselle d'Axelle Ropert, qui se passe entièrement aux Olympiades et sur l'avenue de Choisy, 2012.
- Gangsterdam, film de Romain Lévy dont certaines scènes ayant été tournées dans la tour Mexico, 2016.
- Tanguy, film d'Étienne Chatiliez, le studio de Tanguy, 2001.
- Victoria, de Justine Triet. Depuis l'appartement de Victoria (Virginie Efira), situé dans la tour Le Périscope, d'où on aperçoit les tours des Olympiades.
- Made in China de Julien Abraham, sorti en 2019 : François, dont les parents, chinois, ont fui à travers le Viêt Nam et se sont installés dans ce quartier asiatique de Paris, vient retrouver les lieux de son enfance et ses racines. Plusieurs scènes ont lieu dans des appartements d'Italie 13 et sur la dalle des Olympiades.
- Les Olympiades, film de Jacques Audiard, dont l'action se déroule dans le quartier, et qui a donné son nom au film, 2021.

### Télévision et radio
- La Gare engloutie, documentaire radiophonique de Christophe Havard et Olivier Toulemonde, produit par Arte radio, sur les dessous des Olympiades[14].
- Les Olympiades, un village dans la ville, documentaire radiophonique d'Emmanuel Laurentin sur France Culture, 25 juillet 2014.
- Les Olympiades ou le collage urbain, documentaire radiophonique de Camille Juza sur France Culture, 24 juillet 2016.
- Radio Olympiades, radio locale créée et gérée par un habitant de la tour Anvers.
- Navarro,  série créée par Pierre Grimblat et Tito Topin, le logement du commissaire Navarro est située Tour Athènes du quartier Italie 13 de Paris (son adresse fictive dans la série est 17, rue du Javelot).